# Kostel Božího milosrdenství a svaté Faustyny (Slavkovice)
Poutní kostel Božího milosrdenství a svaté Faustyny, jehož autorem je architekt Ludvík Kolek, se nachází ve Slavkovicích v okrese Žďár nad Sázavou. Stavební práce započaly v květnu 2005, poutní chrám slavnostně posvětil 30. března 2008 brněnský biskup Vojtěch Cikrle.
Ztvárnění stavby vyjadřuje symboliku Božího milosrdenství, které obdarovává věřící podobně jako voda ze střechy stékající do kamenné pateny před vstupem. Chrám je spoluzasvěcen polské řeholnici svaté Faustyně Kowalské (1905–1938).

## Výstavba
Kostel byl financován z darů věřících z České republiky i zahraničí. Jeho výstavba si vyžádala asi 10 milionů korun, další zhruba tři miliony korun stála úprava poutního areálu, varhany nebo křížová cesta. Jejím autorem je umělecký kovář Pavel Tasovský. Tvoří ji kamenné bloky osazené kovanými reliéfy. Jeho dílem je i monstrance na vrcholu střechy a mariánský symbol na věži.